# Octine
Die Octine sind eine Stoffgruppe aus der Gruppe der Alkine. Es existieren insgesamt 32 isomere Verbindungen mit der Summenformel C8H14 und einer Dreifachbindung zwischen zwei Kohlenstoffatomen.
Bei den lineare Octinen kann sich die Dreifachbindung an vier unterschiedlichen Positionen befinden, es lassen sich vier Isomere unterscheiden:
- 1-Octin
- 2-Octin
- 3-Octin
- 4-Octin